# 구청구

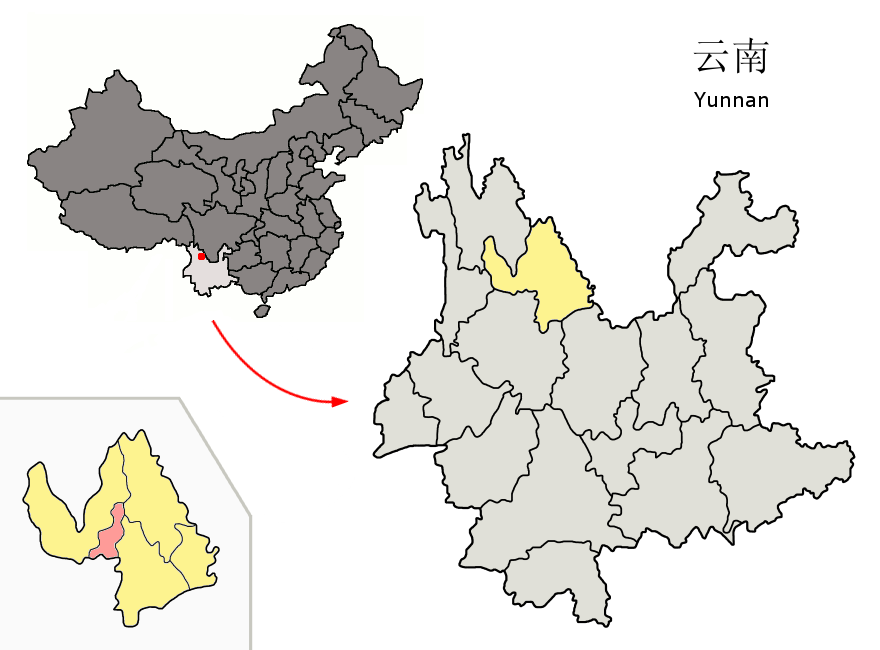
구청 구의 위치

구청구(한국어: 고성구, 중국어: 古城区, 병음: Gǔchéng Qū)는 중화인민공화국 윈난성 리장 시의 현급 행정구역이다. 넓이는 1127km2이고, 인구는 2007년 기준으로 150,000명이다.

## 행정 구역
4개 가도, 3개 향, 2개 민족향을 관할한다.
- 가도: 大研街道, 祥和街道, 西安街道, 束河街道.
- 향: 金安乡, 七河乡, 大东乡.
- 민족향: 金山白族乡, 金江白族乡.